# Andrzej Ułasiewicz

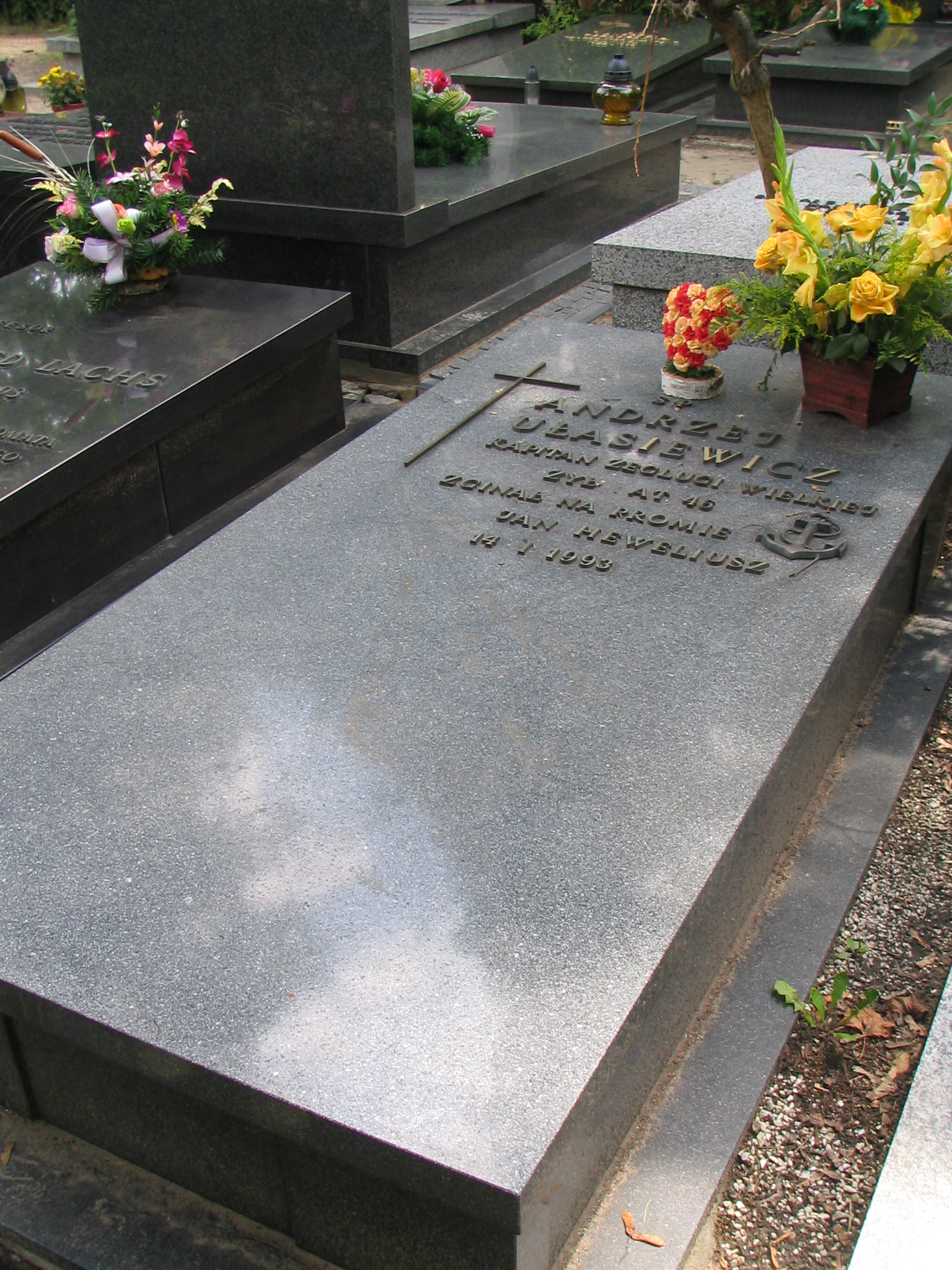
Grób Andrzeja Ułasiewicza na Cmentarzu Wojskowym na Powązkach w Warszawie, 22 lipca 2008

Andrzej Ułasiewicz (ur. 12 czerwca 1946, zm. 14 stycznia 1993) – ostatni kapitan promu kolejowo-samochodowego MF Jan Heweliusz, który zatonął 14 stycznia 1993.

## Życiorys
Ukończył Szkołę Morską w Gdyni w 1967, potem pracował w Polskich Liniach Oceanicznych. Od lat 80. XX wieku pływał na dwóch promach PLO – MF Mikołaj Kopernik oraz MF Jan Heweliusz ze Świnoujścia do Ystad, które transportowały samochody ciężarowe i wagony kolejowe. W 1987 r. przeszedł z promu MF Mikołaj Kopernik na bliźniaczą jednostkę MF Jan Heweliusz, na której pływał jako kapitan.
Zginął w katastrofie promu spełniając swój obowiązek – do ostatniej chwili pozostał na mostku kapitańskim wzywając pomocy. Po śmierci został początkowo osądzony jako winny tragedii, potem jednak oczyszczono go z zarzutów, z wyjątkiem podania niewłaściwej pozycji tonącego promu w czasie wołania o pomoc.  
Kapitan Andrzej Ułasiewicz spoczywa na Cmentarzu Wojskowym na Powązkach (kwatera A3 tuje-1-23).